# Dealul Bălănești
Dealul Bălănești – szczyt na Wyżynie Środkowomołdawskiej. Leży w zachodniej Mołdawii, blisko granicy z Rumunią. Jest to najwyższy szczyt Mołdawii.